# Brigada 1 Roșiori (1918-1920)
Brigada 1 Roșiori a fost o mare unitate de infanterie, de nivel tactic, din Armata României, care a participat la acțiunile militare postbelice, din perioada 1918-1920. Brigada a făcut parte din compunerea de luptă a  Grupului de Nord și a fost comandată de generalul Arion Brown.:p. 241 Brigada a luptat între valea Someșului și valea Crișului Repede, în direcțiile generale Satu Mare și Carei :p. 134

## Compunerea de luptă
În perioada campaniei din 1919, brigada făcut parte din Grupul de Nord, în linia întâi. A luptat împreună cu Detașamentul Mixt din zona Sighet, format din Divizia 7 Infanterie și Divizia 16 Infanterie. 

## Participarea la operații
A participat la operațiunile de la est de Tisa, întărind atacul Grupului de Nord pe direcția Satu Mare, Carei.

### Campania anului 1919
În cadrul acțiunilor militare postbelice,  Brigada 1 Roșiori a participat la acțiunile militare în dispozitivul de luptă al Grupului de Nord, participând la Operația ofensivă la est de Tisa. 

## Comandanți
- General Arion Brown